# Cylindromyia carolinae
Cylindromyia carolinae är en tvåvingeart som först beskrevs av Robineau-desvoidy 1830.  Cylindromyia carolinae ingår i släktet Cylindromyia och familjen parasitflugor. Inga underarter finns listade i Catalogue of Life.